# John Winthrop den yngre

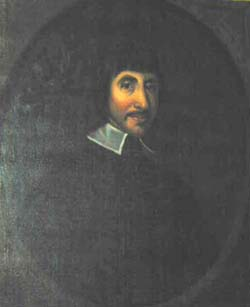
John Winthrop den yngre.

John Winthrop, född den 12 februari 1606 i Groton, Suffolk, död den 5 april 1676 i Boston, var guvernör i Connecticut. Han var son till John Winthrop den äldre och far till Fitz-John Winthrop.
Winthrop deltog 1627 i Buckinghams misslyckade försök att undsätta La Rochelle, företog sedan en resa till Italien och Levanten samt emigrerade 1631 till Massachusetts, där han många år var biträdande guvernör. År 1635 ledde han uppförandet av fästet Saybrook vid floden Connecticuts mynning, verkade därefter i Massachusetts för gruvdriftens främjande och återvände 1643 dit efter två års vistelse i England med skickliga järnarbetare, med vilkas hjälp han grundlade järnbruken vid Lynn och Braintree. Winthrop flyttade 1650 till den av honom grundlagda staden New London i Connecticut och var 1657–1658 samt från 1659 till sin död denna kolonis guvernör. Vid ett besök i England utverkade han 1662 ett kungligt brev på förening av kolonierna Connecticut och New Haven, och 1675 utsågs han till en av kommissarierna för koloniernas i Nya Englands federativa union. Winthrop var en framstående naturvetenskaplig forskare, skicklig i kemi och medicin. Han invaldes i Royal Society kort efter dess stiftande och publicerade i dess förhandlingar ett par uppsatser om sina naturvetenskapliga rön.